# Gołyszki
Gołyszki (Galericinae) – podrodzina ssaków z rodziny jeżowatych (Erinaceidae).

## Zasięg występowania
Podrodzina obejmuje gatunki występujące w południowo-wschodniej Azji.

## Podział systematyczny
Do podrodziny należą następujące występujące współcześnie rodzaje:
- Echinosorex de Blainville, 1838 – gołyszek – jednym przedstawicielem jest Echinosorex gymnura (Raffles, 1822) – gołyszek właściwy
- Podogymnura Mearns, 1905 – szczurojeż
- Otohylomys Bannikova, Lebedev, Abramov & Rozhnov, 2014 – jednym przedstawicielem jest Otohylomys megalotis (P.D. Jenkins & M.F. Robinson, 2002) – bezkolec wielkouchy
- Hylomys S. Müller, 1840 – bezkolec
- Neotetracus Trouessart, 1909 – ryjówkojeżyk – jednym żyjącym współcześnie przedstawicielem jest Neotetracus sinensis Trouessart, 1909 – ryjówkojeżyk chiński
- Neohylomys T.H. Shaw & Song Wong, 1959 – myszojeż

Opisano również rodzaje wymarłe:
- Apulogalerix Masini & Fanfani, 2013[19] – jednym przedstawicielem był Apulogalerix pusillus Masini & Fanfani, 2013
- Deinogalerix Freudenthal, 1972[20]
- Dzavui Jiménez-Hidalgo, Guerrero-Arenas & Crespo, 2023[21] – jednym przedstawicielem był Dzavui landeri Jiménez-Hidalgo, Guerrero-Arenas & Crespo, 2023
- Eochenus Wang Banyue & Li Chuntian, 1990[22] – jednym przedstawicielem był Eochenus sinensis Wang Banyue & Li Chuntian, 1990
- Eogalericius Lopatin, 2004[23] – jednym przedstawicielem był Eogalericius butleri Lopatin, 2004
- Galerix Pomel, 1848[24]
- Lantanotherium Filhol, 1888[25]
- Microgalericulus Lopatin, 2006[26] – jednym przedstawicielem był Microgalericulus esuriens Lopatin, 2006
- Neurogymnurus Filhol, 1877[27]
- Ocajila Macdonald, 1963[28]
- Oligochenus Lopatin, 2005[29] – jednym przedstawicielem był Oligochenus grandis Lopatin, 2005
- Parasorex H. von Meyer, 1865[30]
- Proterix Matthew, 1903[31]
- Protogalericius Lopatin, 2006[32] – jednym przedstawicielem był Protogalericius averianovi Lopatin, 2006
- Schizogalerix Engesser, 1980[33]
- Tetracus Aymard, 1850[34]
- Thaiagymnura Mein & Ginsburg, 1997[35] – jednym przedstawicielem był Thaiagymnura equilateralis Mein & Ginsburg, 1997